# José Díez Calleja
José Díez Calleja (Ortuella, Vizcaya, España, 25 de septiembre de 1962), conocido como Calleja, es un exfutbolista español que jugaba como defensa.

## Clubes 1980 - 1981 C.D. Ortuella
| Club                   | País   | Año       |
| ---------------------- | ------ | --------- |
| Sestao S. C.           | España | 1980-1982 |
| U. P. Plasencia        | España | 1982-1983 |
| Betis Deportivo        | España | 1983-1984 |
| Real Betis Balompié    | España | 1984-1989 |
| Real Sporting de Gijón | España | 1989-1991 |
| U. D. Salamanca        | España | 1991      |
| Real Sporting de Gijón | España | 1991-1992 |
| C. D. Logroñés         | España | 1992      |
| C. D. Maspalomas       | España | 1992-1994 |